# Йоаким Берски
Йоаким (на гръцки: Ιωακείμ) е православен духовник, митрополит на Вселенската патриаршия.

## Биография
Йоаким е споменат като берски митрополит през февруари 1617 година в ктиторския надпис на храма „Свети Николай“ („Свети Спиридон“) във Влашката махала на Бер. През юни 1617 година Йоаким подписва документ на Патриаршията. На следната година за митрополит е избран Кирил Кондарис.